# Bāng Chhun-hong
Bāng Chhun-hong és una cançó en taiwanès (la variant de la llengua Min nan parlada a Taiwan) composta per Teng Yu-hsien, un músic taiwanès hakka, i escrita per Lee Lin-chiu. Aquesta cançó és representativa del tipus de música que van compondre. Va ser produïda per Columbia Records el 1933, i inicialment va ser cantada per algunes cantants d'aquella època, com ara Sun-Sun (纯纯), Ai-Ai (爱爱) o Iam-Iam (艳艳). El títol vol dir "Enyorant la brisa primaveral".
Bang Chhun-hong va ser reescrita com cançó patriòtica japonesa amb el títol de "Daichi wa maneku", literalment "La mare Terra et crida a tu". Va ser escrita per Koshiji Shirou (越路诗郎) i cantada per Kirishima Noboru (雾岛升). La cançó també va ser produïda al Japó per Hitoto Jo, un cantant pop japonès. Nombrosos cantants xinesos han cantat Bang Chhun-hong, com ara Teresa Teng, Maya Showlen (秀兰玛雅), Feng Fei-fii (凤飞飞) i Stella Chang (张清芳). Hi ha una adaptació realitzada i cantada per David Tao.
Després que es creés la cançó, diverses pel·lícules han utilitzat el mateix nom, com ara la filmada el 1937 dirigida per Andou Tarou (安藤 太郎?), i una altra de 1977 que en llengua anglesa va ser titulada "The Operations of Spring Wind ". Bang Chhun-hong és utilitzada en forma bastant comú com a música de fons en pel·lícules taiwaneses o sèries de televisió. També és un tema que forma part de la banda de so de Singapore Dreaming, una pel·lícula de Singapur (2006).